# شنای موزون در المپیک تابستانی ۲۰۲۴
شنای موزون یکی از ورزش‌های المپیک تابستانی ۲۰۲۴ است که از ۵ تا ۱۰ اوت برگزار شده است.
این مسابقات در دو بخش دونفره و تیمی انجام شده.

## نتایج

### جدول مدال‌ها
*   کشور میزبان (فرانسه)
| رتبه          | NOC                 | طلا | نقره | برنز | مجموع |
| ------------- | ------------------- | --- | ---- | ---- | ----- |
| ۱             | چین                 | ۲   | ۰    | ۰    | ۲     |
| ۲             | ایالات متحده آمریکا | ۰   | ۱    | ۰    | ۱     |
| ۲             | بریتانیای کبیر      | ۰   | ۱    | ۰    | ۱     |
| ۴             | اسپانیا             | ۰   | ۰    | ۱    | ۱     |
| ۴             | هلند                | ۰   | ۰    | ۱    | ۱     |
| مجموع (۵ NOC) | مجموع (۵ NOC)       | ۲   | ۲    | ۲    | ۶     |

### مدال‌آوران
| رویداد | طلا | نقره | برنز |
| دونفره | چین · وانگ چیانیی · وانگ لیویی                                                                             | بریتانیای کبیر · کیت شورتمن · ایزابل تورپ                                                                                         | هلند · برخیه ده براور · نورتیه ده براور                                                                                             |
| تیمی   | چین · چانگ هائو · فنگ یو · وانگ سی‌یه · وانگ لیویی · وانگ چیانیی · شیانگ بین‌شوان · شیائو یانینگ · ژانگ یایی | ایالات متحده آمریکا · آنیتا آلوارز · جیمی چارکوفسکی · مگومی فیلد · کینا هانتر · آدری کوون · جاکلین لو · دنیلا رامیرز · روبی رماتی | اسپانیا · مریچل فره · مارینا گارسیا پولو · لیلو لوئیس ولت · مریچل ماس · آلیسا اوژوگینا · پائولا رامیرس · ایریس تیو · بلانکا تولدانو |

## کشورهای شرکت‌کننده
- استرالیا (۸)
- اتریش (۲)
- کانادا (۸)
- چین (۸)
- مصر (۸)
- فرانسه (۸)
- بریتانیای کبیر (۲)
- یونان (۲)
- ایتالیا (۸)
- اسرائیل (۲)
- ژاپن (۸)
- کره جنوبی (۲)
- مکزیک (۸)
- هلند (۲)
- نیوزیلند (۲)
- اسپانیا (۸)
- اوکراین (۲)
- ایالات متحده آمریکا (۸)